# فهرست کاپیتان‌های باشگاه فوتبال استقلال تهران
فهرست کاپیتان‌های باشگاه فوتبال استقلال تهران به بررسی کاپیتان‌های این باشگاه فوتبال ایرانی از آغاز تا به امروز می‌پردازد.
باشگاه فوتبال استقلال تهران، یکی از پرافتخارترین تیم‌های فوتبال ایران، همواره بازیکنان بزرگی را در ترکیب خود داشته است و همچنین این تیم که از دیرباز یکی از قطب‌های اصلی فوتبال ایران محسوب می‌شود، نقش مهمی در شکل‌گیری فرهنگ فوتبالی ایران داشته است. در طول سال‌ها، کاپیتان‌های این باشگاه نه‌تنها مسئولیت فنی تیم را بر عهده داشته‌اند، بلکه به عنوان رهبران واقعی در زمین مسابقه و همچنین در رختکن، روحیه تیم را تقویت کرده‌اند. هر دوره از تاریخ استقلال با حضور کاپیتان‌هایی رقم خورده که با تعهد، انگیزه و توانایی‌های رهبری خود، تیم را به موفقیت‌های داخلی و بین‌المللی رسانده‌اند.
کاپیتان‌ها در فوتبال یکی از اعضای تیم است که به‌عنوان رهبر تیم در زمین انتخاب می‌شود. کاپیتان اغلب یکی از اعضای قدیمی‌تر یا با تجربه‌تر تیم، یا بازیکنی هستند که می‌توانند به شدت بر بازی تأثیر بگذارند یا ویژگی‌های رهبری خوبی دارند. کاپیتان تیم معمولاً با بستن بازوبند مشخص می‌شود. نقش آن‌ها فراتر از هدایت تاکتیکی است و شامل ایجاد هماهنگی در تیم، افزایش انگیزه بازیکنان و ارتباط با داور نیز می‌شود.

## پیشینه
باشگاه فوتبال استقلال تهران، یکی از پرافتخارترین و پرهوادارترین باشگاه‌های فوتبال ایران، در سال ۱۳۲۴ با نام «کلوب دوچرخه‌سواران» تأسیس شد. این باشگاه در طول تاریخ خود، کاپیتان‌های برجسته‌ای داشته است که نقش مهمی در موفقیت‌ها و افتخارات تیم ایفا کرده‌اند.

### دوران اولیه: دهه ۱۳۲۰
در سال‌های نخست، باشگاه با نام تاج شناخته می‌شد و در مسابقات محلی تهران شرکت می‌کرد. در این دوران، محمد جاودان از نخستین بازیکنان باشگاه و یکی از اعضای تیم اولیه، نخستین کاپیتان تاریخ باشگاه بود. وی در سال‌های ۱۳۲۵ تا ۱۳۲۷ این عنوان را بر عهده داشت. 

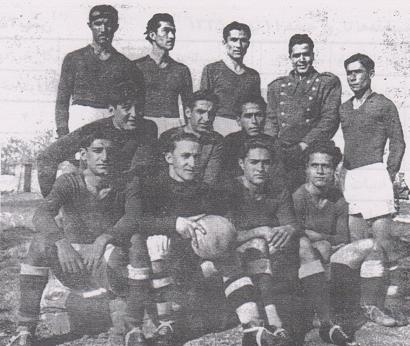
تیم دوچرخه‌سواران در سال ۱۳۲۵، نفر دوم نشسته از سمت راست، محمد جاودان نخستین کاپیتان تاریخ باشگاه

### دهه ۱۳۳۰
در این دهه، علی دانایی‌فرد، که به‌عنوان بازیکن-مربی فعالیت می‌کرد، کاپیتانی تیم را بر عهده داشت. او با هدایت خود، تیم را به چندین قهرمانی در مسابقات مختلف رساند و تأثیر بسزایی در موفقیت‌های باشگاه داشت.

### دهه ۱۳۴۰ و ۱۳۵۰
علی جباری، ملقب به «سلطان»، در این دهه به‌عنوان کاپیتان تیم انتخاب شد. او با رهبری خود، تیم را به قهرمانی‌های متعددی در مسابقات داخلی و بین‌المللی رساند و یکی از برجسته‌ترین کاپیتان‌های تاریخ باشگاه محسوب می‌شود. استقلال با کاپیتانی بازیکنانی همچون علی جباری به موفقیت‌های چشمگیری دست یافت. علی جباری، با ۴۹ گل زده، یکی از گلزن‌ترین کاپیتان‌های تاریخ باشگاه محسوب می‌شود. در این دوره، تیم موفق به کسب جام تخت جمشید و قهرمانی در جام باشگاه‌های آسیا در سال ۱۳۴۹ شد.
از دیگر کاپیتان‌های استقلال در این دوره می‌توان به حسن روشن، پرویز مظلومی، سعید مراغه‌چیان، اکبر کارگرجم و حسن نظری نام برد.

### دهه ۱۳۶۰ و ۱۳۷۰
پس از انقلاب اسلامی و تغییر نام باشگاه به استقلال، تیم با کاپیتانی بازیکنانی مانند ناصر حجازی و صادق ورمزیار به موفقیت‌های متعددی در لیگ‌های داخلی و مسابقات آسیایی دست یافت. از دیگر کاپیتان‌های استقلال در این دو دهه می‌توان از امیر قلعه‌نویی، اصغر حاجیلو، جعفر مختاری‌فر، رضا احدی، شاهرخ بیانی، رضا نعلچگر، شاهین بیانی و جواد زرینچه نام برد.

### دهه ۱۳۸۰ و ۱۳۹۰: نسل نوین کاپیتان‌ها
در این دوره، فرهاد مجیدی به‌عنوان یکی از برجسته‌ترین کاپیتان‌های استقلال شناخته می‌شود. او با ۵۲ گل زده، گلزن‌ترین کاپیتان تاریخ باشگاه است. مجیدی در سال ۲۰۱۰ بر اساس نظرسنجی فدراسیون بین‌المللی تاریخ و آمار فوتبال، به‌عنوان محبوب‌ترین بازیکن جهان انتخاب شد. پس از او، مهدی رحمتی و وریا غفوری نیز بازوبند کاپیتانی را بر بازو بستند و در موفقیت‌های تیم نقش بسزایی داشتند.
از وریا غفوری می‌توان به عنوان یکی از محبوب‌ترین کاپیتان ه ای استقلال نام برد به دلیل دغدغه‌های اجتماعی و حمایت از مردم در شرایط بد اقتصادی و جدا شدن از استقلال به دلایل غیرورزشی.

### دهه ۱۴۰۰
پس از وریا غفوری، سید حسین حسینی به عنوان کاپیتان استقلال انتخاب شد و همچنین روزبه چشمی به عنوان کاپیتان دوم نیز نقش زیادی در بازی‌های استقلال دارد و هواداران از او به عنوان کاپیتان بدون بازوبند یاد می‌کنند.

## راهنمای فهرست
- در جدول زیر تنها کاپیتان‌های اول فهرست شده‌اند و از ثبت نام بازیکنانی که در غیاب کاپیتان اول بازوبند کاپیتانی را به بازو بسته‌اند خودداری شده است.
- جدول بر اساس دوران کاپیتان بودن بازیکنان تنظیم شده و نه دوران حضورشان و اگر بازیکنی در چند دوره مختلف کاپیتان اول استقلال بوده نامش در جدول تکرار شده است.

## فهرست
برخی بازیکنان مانند پژمان منتظری؛ خسرو حیدری؛ امید ابراهیمی و علیرضا نیکبخت واحدی با اینکه بارها بازوبند کاپیتانی را بسته بودند اما هیچ‌وقت نتوانستند کاپیتان اول استقلال باشند.

علی جباری در دوران بازی‌اش در تیم تاج به جای بستن بازوبند پیراهنی با رنگ آستین متفاوت به تن می‌کرد

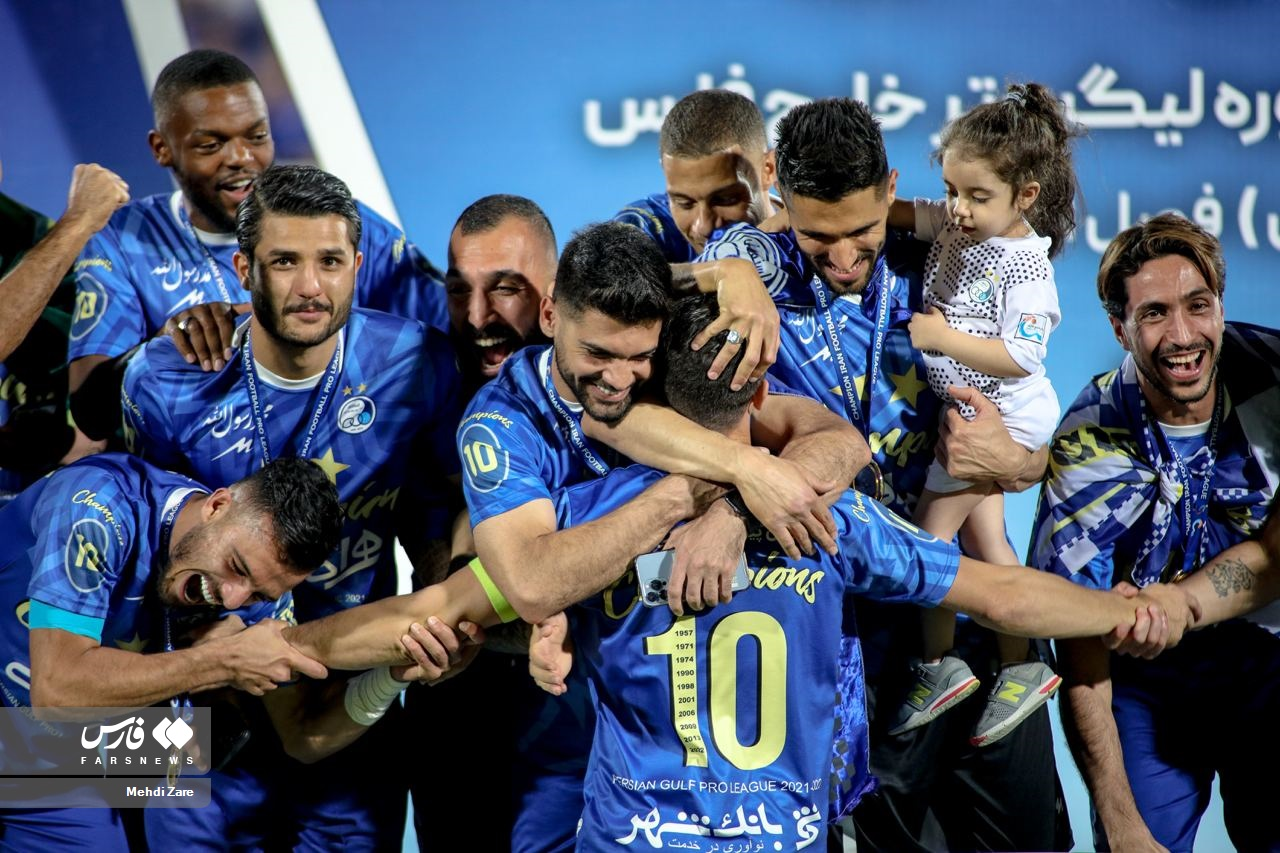
وریا غفوری، کاپیتان استقلال در فصل ۰۱–۱۴۰۰، در آغوش بازیکنان استقلال، پیش از بالا بردن جام قهرمانی لیگ برتر ۰۱–۱۴۰۰

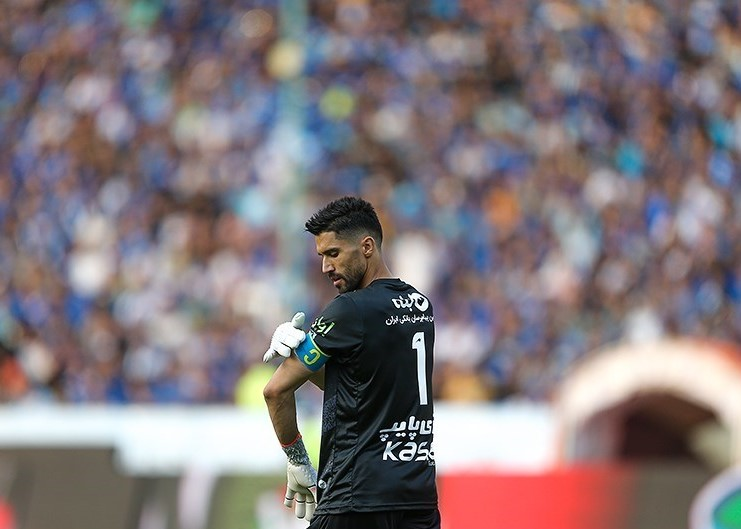
سید حسین حسینی یکی از کاپیتان کاپیتان‌های تاریخ باشگاه فوتبال استقلال تهران

| #  | نام                | دوران کاپیتانی | مدت کاپیتانی |
| -- | ------------------ | -------------- | ------------ |
| ۱  | محمد جاودان        | ۲۷–۱۳۲۵        | ۲ سال        |
| ۲  | محمد خاتم          |                |              |
| ۳  | محمود بیاتی        |                |              |
| ۴  | نادر افشارعلوی‌نژاد |                |              |
| ۵  | عارف قلی‌زاده       |                |              |
| ۶  | کامبیز جمالی       |                |              |
| ۷  | جلال طالبی         | ۴۸–۱۳۴۷        | ۱ سال        |
| ۸  | پرویز قلیچ‌خانی     | ۵۰–۱۳۴۸        | ۲ سال        |
| ۹  | علی جباری          | ۵۴–۱۳۵۰        | ۴ سال        |
| ۱۰ | اکبر کارگرجم       | ۵۵–۱۳۵۴        | ۱ سال        |
| ۱۱ | حسن روشن           | ۵۷–۱۳۵۵        | ۲ سال        |
| ۱۲ | حسن نظری           | ۱۳۵۷           | ۱ سال        |
| ۱۳ | پرویز مظلومی       | ۱۳۵۸           | چند ماه      |
| ۱۴ | سعید مراغه‌چیان     | ۵۹–۱۳۵۸        | چند ماه      |
| ۱۵ | ناصر حجازی         | ۶۵–۱۳۵۹        | ۶ سال        |
| ۱۶ | اصغر حاجیلو        | ۶۷–۱۳۶۵        | ۲ سال        |
| ۱۷ | جعفر مختاری‌فر      | ۶۸–۱۳۶۷        | ۱ سال        |
| ۱۸ | رضا احدی           | ۶۹–۱۳۶۸        | ۱ سال        |
| ۱۹ | شاهرخ بیانی        | ۷۰–۱۳۶۹        | ۲ سال        |
| ۲۰ | رضا نعلچگر         | ۱۳۷۰           | ۱ ماه        |
| ۲۱ | شاهین بیانی        | ۷۱–۱۳۷۰        | ۳ سال        |
| ۲۲ | شاهرخ بیانی        | ۱۳۷۱           | ۳ ماه        |
| ۲۳ | شاهین بیانی        | ۷۳–۱۳۷۱        | ۱ سال        |
| ۲۴ | امیر قلعه‌نویی      | ۷۶–۱۳۷۳        | ۳ سال        |
| ۲۵ | جواد زرینچه        | ۸۱–۱۳۷۶        | ۵ سال        |
| ۲۶ | مهدی پاشازاده      | ۸۱–۱۳۸۰        | ۱ سال        |
| ۲۷ | جواد زرینچه        | ۸۲–۱۳۸۱        | ۱ سال        |
| ۲۸ | محمود فکری         | ۸۶–۱۳۸۲        | ۴ سال        |
| ۲۹ | علی‌رضا منصوریان    | ۸۷–۱۳۸۶        | ۱ سال        |
| ۳۰ | فرهاد مجیدی        | ۹۰–۱۳۸۷        | ۴ سال        |
| ۳۱ | مهدی امیرآبادی     | ۱۳۹۰–۹۱        | ۶ ماه        |
| ۳۲ | فرهاد مجیدی        | ۹۲–۱۳۹۱        | ۱ سال        |
| ۳۳ | سید مهدی رحمتی     | ۹۳–۱۳۹۲        | ۱ سال        |
| ۳۴ | امیرحسین صادقی     | ۱۳۹۳           | ۶ ماه        |
| ۳۵ | آرش برهانی         | ۹۴–۱۳۹۳        | ۵ ماه        |
| ۳۶ | غلام‌رضا عنایتی     | ۱۳۹۴           | ۶ ماه        |
| ۳۷ | امید ابراهیمی      |                |              |
| ۳۸ | سید مهدی رحمتی     | ۹۸–۱۳۹۴        | ۴ سال        |
| ۳۹ | وریا غفوری         | ۱۴۰۱–۱۳۹۸      | ۳ سال        |
| ۴۰ | سید حسین حسینی     | ۱۴۰۴–۱۴۰۱      | ۳ سال        |
| ۴۱ | روزبه چشمی         | –۱۴۰۴          |              |

## آمار
راهنما
- در ستون مجموع علاوه بر بازیهایی که بازی را به عنوان کاپیتان شروع کرده، بازی‌هایی که بعد از تعویض کاپیتان اول بازوبند را بسته است شمارش شده‌اند.
- جدول بر اساس مجموع تعداد کاپیتانی مرتب شده است.

| #  | کاپیتان         | مجموع | کاپیتان دوم |
| -- | --------------- | ----- | ----------- |
| ۱  | سید مهدی رحمتی  | ۱۷۲   | ۶           |
| ۲  | فرهاد مجیدی     | ۱۵۵   | ۴۱          |
| ۳  | محمود فکری      | ۱۴۹   | ۸           |
| ۴  | جواد زرینچه     | ۱۳۸   | ۲           |
| ۵  | سید حسین حسینی  | ۱۳۷   | ۶           |
| ۶  | علی جباری       | ۱۰۸   | ۰           |
| ۷  | وریا غفوری      | ۹۵    | ۱۴          |
| ۸  | امیر قلعه‌نویی   | ۸۸    | ۱           |
| ۹  | شاهین بیانی     | ۷۷    | ۱           |
| ۱۰ | پرویز مظلومی    | ۵۶    | ۴           |
| ۱۱ | پرویز قلیچ‌خانی  | ۵۲    | ۰           |
| ۱۲ | مهدی پاشازاده   | ۴۷    | ۵           |
| ۱۳ | پیروز قربانی    | ۴۵    | ۱۳          |
| ۱۴ | ناصر حجازی      | ۴۲    | ۰           |
| ۱۵ | امیرحسین صادقی  | ۴۰    | ۱۲          |
| ۱۶ | علیرضا منصوریان | ۳۶    | ۱۰          |
| ۱۷ | شاهرخ بیانی     | ۳۳    | ۲           |
| ۱۸ | سعید مراغه‌چیان  | ۳۲    | ۲           |
| ۱۹ | مجتبی جباری     | ۳۲    | ۶           |
| ۲۰ | خسرو حیدری      | ۳۰    | ۹           |
| ۲۱ | صادق ورمزیار    | ۲۹    | ۵           |
| ۲۲ | جعفر مختاری‌فر   | ۲۵    | ۲           |
| ۲۳ | حسن روشن        | ۲۴    | ۱           |
| ۲۴ | پژمان منتظری    | ۲۳    | ۴           |
| ۲۵ | حسن نظری        | ۲۲    | ۰           |
| ۲۶ | اکبر کارگرجم    | ۲۰    | ۰           |
| ۲۷ | روزبه چشمی      | ۹     | ۴           |
| ۲۸ | محمد دانشگر     | ۲     | ۱           |

### کاپیتان‌های گلزن
نزدیک به ۳۰ بازیکن در استقلال موفق به گلزنی با بازوبند کاپیتانی شده‌اند.
فرهاد مجیدی با زدن ۵۲ گل گلزن‌ترین کاپیتان استقلال می‌باشد. علی جباری و پرویز مظلومی نیز با ۴۹ و ۳۱ گل در رتبه‌های بعدی قرار دارند.
| #  | کاپیتان گلزن   | تعداد گل |
| -- | -------------- | -------- |
| ۱  | فرهاد مجیدی    | ۵۲       |
| ۲  | علی جباری      | ۴۹       |
| ۳  | پرویز مظلومی   | ۳۱       |
| ۴  | وریا غفوری     | ۱۶       |
| ۵  | شاهرخ بیانی    | ۹        |
| ۶  | حسن روشن       | ۸        |
| ۷  | جعفر مختاری‌فر  | ۶        |
| ۸  | امیر قلعه‌نویی  | ۵        |
| ۹  | غلامرضا عنایتی | ۵        |
| ۱۰ | روزبه چشمی     | ۲        |
| ۱۱ | فرشید اسماعیلی | ۱        |
| ۱۲ | سید حسین حسینی | ۱        |

- آمار تا ۲۰ مرداد ۱۴۰۴